# Eureka (Kalifornia)
Eureka – miasto w Stanach Zjednoczonych, w północno-zachodniej części stanu Kalifornia, w hrabstwie Humboldt, położone nad Zatoką Humboldta, nieopodal wybrzeża Oceanu Spokojnego. Jest ważnym portem na zachodnim wybrzeżu kraju. W 2010 roku populacja wyniosła 27 191 osób. W pobliżu miasta znajduje się port lotniczy Arcata-Eureka.
W mieście rozwinął się przemysł drzewny oraz rybny.

## Znane osoby
- Sara Bareilles – wokalistka, kompozytorka i pianistka
- Brendan Fraser – aktor
- El Hefe – wokalista
- Mike Patton – wokalista
- Mike Howe - wokalista

## Miasta partnerskie
- Kamisu, Japonia
- Nelson, Nowa Zelandia

## Klimat
Miasto leży w strefie klimatu umiarkowanego ciepłego, w typie klimatu śródziemnomorskiego przybrzeżnego z chłodnym i suchym latem, należącego według klasyfikacji Köppena do strefy Csb. Średnia temperatura roczna wynosi 11,7 °C, a opady 965,2 mm (bez opadów śniegu). Średnia temperatura najcieplejszego miesiąca – lipca wynosi 14,4 °C, natomiast najzimniejszego stycznia 8,9 °C. Najwyższa zanotowana temperatura wyniosła 30,6 °C, natomiast najniższa –6,1 °C. Miesiącem o najwyższych opadach jest styczeń o średnich opadach wynoszących 162,6 mm, natomiast najniższe opady są w lipcu i wynoszą średnio 5,1 mm.